# POC21 Innovationscamp
POC21 war ein Innovationscamp, welches vom 15. August 2015 bis zum 20. September 2015 im Chateau de Millemont nahe Paris stattfand. Ziel des POC21 Innovationscamps war es, in 5 Wochen 100 Maker, Designer und Innovatoren zusammenzubringen, um ein Proof of Concept einer nachhaltigen Gesellschaft zu entwickeln. Das Innovationscamp war eine in diesem Ausmaß bisher einmalige Zusammenkunft. In diesem Acceleratorprogramm wurden 12 Open-Source-Hardware-Projekte aus den Bereichen Energie, Wohnen, Essen, Mobilität und Kommunikation entwickelt.
Das POC21 Innovationscamp war eine deutsch-französische Kooperation zwischen dem Berliner Kollektiv Open State und dem französischen Netzwerk zur Förderung kooperativer Projekte OuiShare.

## Die Prinzipien
Das POC21 Innovationscamp sollte die Startup-Welt, DIY-Szene und Umweltschutz zusammenbringen und konkrete Lösungen für den Kampf gegen den Klimawandel aufzeigen. Die grundlegenden Prinzipien vom POC21 Innovationscamp leiteten sich aus Sustainable Design, Open Source und Zero Waste heraus.

## Die Struktur
Das POC21 Innovationscamp legte neben der reinen Technologieentwicklung den Fokus auf kreative Prozesse wie einzelne Sessionformate oder Rituale. Zu diesen kreativen Prozessen gehörten u. a. Workshops, Keynotes, Mentorengespräche (mit u. a. Bruce Sterling und Michel Bauwens von der P2P Foundation), Reality-Checks mit externen Experten aus Wirtschaft und Wissenschaft und regelmäßige Retrospektiven. Die 12 Projekte konnten auf das Wissen und Erfahrung von insgesamt 200 Trainer, Marketing-Fachleuten, Produktentwickler, Designer und Programmierer zurückgreifen, um ihr Produkt in den 5 Wochen weiterzuentwickeln.
Das POC21 Innovationscamp war eine temporäre Kommune. In den 5 Wochen wurde ein Prototyp für eine nachhaltige Gesellschaft entwickelt. Konzepte wie Coworking, Co-Living, Konsensprinzip und Hierarchielosigkeit wurden aufgegriffen und umgesetzt.
Zur Infrastruktur im Chateau de Millemont gehörten selbst gebaute Duschen und eine KüfA, Komposttoiletten und ein Zeltlager. Im FabLab standen High-Tech-Werkzeuge, wie 3D-Drucker, Laser-Cutter und CNC-Maschinen zur Verfügung. Das Camp diente dabei als Prototyp einer lokalen Minifabrik.
Finanziert wurde das Camp (Budget: 1 Mio. Euro) zu je 40 Prozent von Unternehmen und Stiftungen, 20 Prozent stammte aus öffentlichen Zuschüssen.

## Die 12 Projekte
- 30$ Wind Turbine: kostengünstige Windturbine aus recycleten Materialien
- Aker: Kits für urbanen Gartenbau
- Kitchen B: Küchenmodule zur Müllreduktion und Energieeinsparung
- Bicitractor: Pedalgetriebener Traktor als treibstofflose Alternative zu teuren Traktoren aus der Großindustrie
- Faircap: kostengünstiger Wasserfilter für gängige Getränkeflaschen
- Nautile: ein energiesparender Wasserkocher
- Open Energy Monitor: Gerät zum Visualisieren und Überwachen von häuslichem Energieverbrauch
- Myfood: Permakultursystem
- SolarOSE: Solarkonzentrator zur Produktion von Wärmeenergie
- Showerloop: wasserfilternde Kreislaufdusche zur Wasser- und Energieeinsparung
- Sunzilla: modulare und leicht transportierbare Solargeneratoren
- Velo M2: vielseitig verwendbare Module für Lastenräder

Alle 12 Prototypen können mittels Open-Source-Bauplan nachgebaut, weiterentwickelt und verbreitet werden.

## Medienresonanz
Vom 30. November bis 12. Dezember 2015 fand in Paris die UN-Klimakonferenz COP21 statt. Das POC21 Innovationscamp verstand sich als Graswurzelbewegung komplementär zur politischen Narrative. Dadurch erhielt POC21 eine große Aufmerksamkeit in den internationalen Medien.
 Insbesondere in Frankreich

 gab es für das Projekt wegen der thematischen und zeitlichen Nähe zur COP21 große Resonanz. Auch in Deutschland

 gab es zahlreiche Medienberichte.
Die Projektdokumentation hatte am 29. November 2015 im Kino Babylon in Berlin Premiere und ist online verfügbar.

## Events
Die Ergebnisse des POC21 Innovationscamps wurden auf zahlreichen Events, insbesondere im Rahmen der UN-Klimakonferenz COP21, vorgestellt.
- Finissage im Chateau de Millemont, am 19. und 20. September 2015
- Expo Paris de L’avenir, 18. November bis 13. Dezember 2015
- COY11, 26. November bis 28. November, 2015[18]
- PlaceToB, 29. November bis 4. Dezember, 2015
- ICI Montreuil, 5. Dezember, 2015[19]
- Climate Action Zone, 7. Dezember bis 11. Dezember, 2015[20][21]

## Verwandte Themen
- Hackathon
- FabLab